# Saint-Seine-l’Abbaye
Saint-Seine-l’Abbaye település Franciaországban, Côte-d’Or megyében. Lakosainak száma 361 fő (2022. január 1.). Saint-Seine-l’Abbaye Champagny, Bligny-le-Sec, Saint-Martin-du-Mont és Vaux-Saules községekkel határos.

## Népesség
A település népessége az elmúlt években az alábbi módon változott:
| Lakosok száma | 358  | 309  | 326  | 365  | 365  | 375  | 375  | 372  | 368  | 361  |
|               | 1968 | 1982 | 1990 | 2006 | 2013 | 2015 | 2017 | 2019 | 2020 | 2022 |